# بازرسی اولیه (ساخت و تولید)
در مهندسی ساخت و تولید و هم چنین مدیریت کیفیت مربوط به آن، بازرسی اولیه به معنای تست و بررسی قطعات یا محصولات ساخته شده برای مطابقت با مشخصات از پیش تعیین شده می‌باشد.
با انجام بازرسی اولیه تأمین کننده اثبات می‌کند که الزامات کیفی تعیین شده توسط خریدار رعایت شده‌است. معمولاً بین بازرسی اولیه و بازرسی‌های بعدی تقاوت قائل می‌شوند. گاهی به بازرسی اولیه، First article inspection یا FAI گفته می‌شود. پس از انجام بازرسی نمونه اولیه گزارشی ارائه می‌شود که به آن گزارش بازرسی اولیه یا First Article Inspection Report (به اختصار FAIR) گفته می‌شود.
بازرسی نمونه اولیه فقط الزاماً «اولین» نمونه خارج شده از تولید انبوه نیست بلکه برای مثال می‌تواند ۳ محصول انتخاب شده به صورت تصادفی از بین LOT اول باشد.

## نمونه اولیه و بازرسی نمونه اولیه
نمونه اولیه: اولین محصولی است که تحت شرایط تولید انبوه ساخته شده‌است. معمولاً این قطعه یا محصول تحت بازرسی کامل قرار می‌گیرد تا از ساخت قطعات مشکل دار در ادامه سری جلوگیری گردد و تأیید گردد که تمامی الزامات خریدار رعایت شده‌است. فرایند بازرسی اولیه از تأمین کننده در سند موافقت نامه تضمین کیفیت مشخص می‌شود. در یک فرم گزارش استاندارد، تأمین کننده مقادیر هدف و مقادیر واقعی را به همراه انحرافات قطعات بازرسی شده وارد می‌کند. مشتری می‌تواند تقاضای بررسی‌های بیشتری دهد یا اینکه خودش اینکار را انجام دهد.
اولین ویژگی بازرسی نمونه اولیه، ساخت آن در شرایط واقعی تولید انبوه است. دومین ویژگی بازرسی اولیه، آزمایش بعدی نمونه‌های اولیه است که با توجه به مشخصات فنی و غیر فنی محصول مورد نیاز و توافق مشتری تولید می‌شود. تعریف روش‌های آزمون در اینجا باز است. تعریف دوم شامل دو ویژگی اساسی دیگر در مورد بازرسی‌های نمونه اولیه است، یعنی نیاز به اسناد و مدارک و دادن اجازه ترخیص به تأمین کننده توسط مشتری (Release) پس از تأیید نمونه اولیه.

## زمان انجام بازرسی اولیه
مطابق با الزامات استاندارد انجمن مهندسین خودرو یا SAE با شماره AS9102B، در موارد زیر نیاز است که بازرسی اولیه، FAI انجام شود:
- اولین تولید
- ایجاد تغییرات در طراحی
- تغییر در مواد اولیه یا تأمین کنندگان
- پس از گذشت بیش از ۲ سال از اولین تولید
- تغییر در فرایندها، ابزارها و قالب‌های تولید، محل کارخانه یا کارگاه تولید